# Tadeusz Rut
Tadeusz Rut (* 11. Oktober 1931 in Przeworsk; † 27. März 2002 in Warschau) war ein polnischer Leichtathlet. Bei einer Körpergröße von 1,83 m betrug sein Wettkampfgewicht 90 kg.
Tadeusz Rut hatte seine größten Erfolge sowohl national als auch international als Hammerwerfer. 1956 wurde er auch polnischer Meister im Diskuswurf und trat in dieser Disziplin bei den Olympischen Spielen in Melbourne an. Mit 46,61 Meter schied er in der Qualifikation aus.

## Karriere als Hammerwerfer
Tadeusz Rut nahm 1954 an den Europameisterschaften in Bern teil und wurde mit neuem polnischen Rekord von 57,70 Meter Vierter. Zum Drittplatzierten Ungarn József Csermák hatte er allerdings über zwei Meter Abstand. Bei den Olympischen Spielen 1956 in Melbourne belegte Rut mit 53,43 Meter den vierzehnten Platz. 
Seinen größten Erfolg errang Tadeusz Rut bei den Europameisterschaften 1958 in Stockholm. In einem Finale, in dem acht Werfer den Hammer über die 60-Meter-Marke schleuderten, verbesserte er einmal mehr den polnischen Rekord und wurde mit 64,78 Meter Europameister. Auf den Zweitplatzierten Michail Kriwonosow aus der Sowjetunion hatte er exakt einen Meter Vorsprung, Dritter wurde der Ungar Gyula Zsivótzky mit 63,68 Meter.
Bei den Olympischen Spielen 1960 in Rom gewann der für die Sowjetunion startende Weißrusse Wassili Rudenkow mit 67,10 Meter vor Zsivótzky 65,79 Meter und Rut mit 65,64 Meter. Die Bronzemedaille war die einzige olympische Medaille für einen polnischen Hammerwerfer, bis 2000 in Sydney Szymon Ziółkowski Olympiasieger wurde.
Tadeusz Rut startete auch noch bei den folgenden Großereignissen, konnte aber keine Medaillen mehr gewinnen. Bei den Europameisterschaften 1962 in Belgrad belegte er mit 62,95 Meter Platz 8. Bei den Olympischen Spielen 1964 in Tokio wurde er Zehnter mit 64,52 Meter. Bei den Europameisterschaften 1966 konnte er sich mit 61,52 Meter nicht für das Finale qualifizieren. 
Im Hammerwurf wurde Tadeusz Rut Polnischer Meister in den Jahren 1955–1958, 1961 und 1964–1965. Insgesamt stellte er 19 polnische Landesrekorde im Hammerwurf auf.

## Bestleistungen
- Kugel: 15,82 Meter (1962)
- Diskus: 51,04 Meter (1959)
- Hammer: 67,07 Meter (1964)